# Liste der Baudenkmäler in Recke (Westfalen)
Die Liste der Baudenkmäler in Recke (Westfalen) enthält die denkmalgeschützten Bauwerke auf dem Gebiet der Gemeinde Recke (Westfalen) im Kreis Steinfurt in Nordrhein-Westfalen (Stand: Juni 2021). Diese Baudenkmäler sind in der Denkmalliste der Gemeinde Recke (Westfalen) eingetragen; Grundlage für die Aufnahme ist das Denkmalschutzgesetz Nordrhein-Westfalen (DSchG NRW).

| Bild           | Bezeichnung                                  | Lage                              | Beschreibung                                                                                 | Bauzeit             | Eingetragen seit   | Denkmal- nummer |
| -------------- | -------------------------------------------- | --------------------------------- | -------------------------------------------------------------------------------------------- | ------------------- | ------------------ | --------------- |
| weitere Bilder | Wohngebäude (Haus Weller)                    | Recke Hauptstraße 24 Karte        | Wohn-/Geschäftshaus; komplett geschützt                                                      | 1872                | 20. Oktober 1986   | A 01            |
| BW             | ehemalige Wassermühle                        | Twenhusen Hammermühle 6 Karte     | Mühle; komplett geschützt                                                                    | 15. Jahrhundert     | 17. März 1988      | A 02            |
| weitere Bilder | Alte Ruthemühle                              | Recke Steinbecker Straße 50 Karte | Mühle, Heimat- und Korbmuseum Alte Ruthemühle; komplett geschützt                            | 1826                | 15. September 1988 | A 03            |
| weitere Bilder | katholische Kirche St. Philippus und Jacobus | Steinbeck Dorfstraße 11 Karte     | sakrales Denkmal; komplett geschützt                                                         | 1889/1890           | 10. Januar 1989    | A 04            |
| weitere Bilder | Evangelische Kirche                          | Recke Wieboldstraße 6 Karte       | sakrales Denkmal; komplett geschützt                                                         | 10./11. Jahrhundert | 13. September 1990 | A 05            |
| weitere Bilder | Kalkofen                                     | Steinbeck Am Berge Karte          | technisches Denkmal; komplett geschützt                                                      | nach 1945           | 13. Oktober 1993   | A 06            |
| BW             | Bauernhaus                                   | Steinbeck Kanalstraße 77 Karte    | Bauernhaus; komplett geschützt                                                               | 1788                | 13. Dezember 1999  | A 07            |
| weitere Bilder | vormalige katholische St.-Dionysius-Kirche   | Recke Hopstener Straße 3 Karte    | sakrales Gebäude, jetzt Dio-Jugendheim; Gebäude einschließlich Steinkreuz komplett geschützt | 1751/1752           | 24. Januar 2001    | A 08            |
|                | ehemaliges Bauernhaus                        | Steinbeck Bukweg 11a              | nur Hauptgebäude ohne Anbau                                                                  | 17. Jahrhundert     | 7. Juni 2011       | A 09            |